# Strömbäck
Strömbäck är en mindre ort, belägen vid havet cirka 18 km söder om Umeå. Orten är främst känd för sin folkhögskola.
Orten var tidigare en bruksort. År 1750 anlades Ströms bruk, som sedermera blev Strömbäcks glasbruk. Glastillverkningen upphörde på 1880-talet, varefter anläggningarna under många år användes för jordbruk och hästavel. På 1950-talet köptes området av EFS, som grundade folkhögskolan 1955.
Det finns flera öar som tillhör Strömbäck, varav Risön och Enahällland är de största. 
I närheten av Strömbäck finns Strömbäck Kont naturreservat.